# Teretrius praedator
Teretrius praedator är en skalbaggsart som beskrevs av Lewis 1911. Teretrius praedator ingår i släktet Teretrius och familjen stumpbaggar. Inga underarter finns listade i Catalogue of Life.